# Simorhynchotus antennarius
Simorhynchotus antennarius är en kräftdjursart som först beskrevs av Claus 1871.  Simorhynchotus antennarius ingår i släktet Simorhynchotus och familjen Oxycephalidae. Inga underarter finns listade i Catalogue of Life.